# Stefano Onorato Ferretti
Il Serenissimo Stefano Onorato Ferretti (Genova, 1640 – Genova, 19 agosto 1720) fu il 138º doge della Repubblica di Genova e re di Corsica.

## Biografia

Stemma nobiliare dei Ferretti

Figlio di Bartolomeo Ferretti, nacque a Genova alla fine del 1640; l'atto di battesimo, avvenuto nella cattedrale di San Lorenzo, è datato al 9 febbraio 1641.
Iscritto nel Libro della nobiltà genovese dall'8 marzo 1663, Stefano Onorato Ferretti preferì più la carriera militare che la politica repubblicana tanto che il suo nome fu legato alla marineria e nel particolare al comando - con il grado di capitano navale - di convogli armati lungo le coste di Tunisi, Algeri e Tripoli incaricati della sicurezza delle imbarcazioni e dei traffici commerciali genovesi.
Nel 1683 entrò nella vita pubblica con la nomina nel magistrato degli Straordinari, incarico che ricoprì ancora nel 1700, e successive nuove nomine a sindacatore della Rota civile, deputato e preside della Sanità. Nel 1690 e nel 1694 fu senatore della Repubblica.
Più vicino ad una politica repubblicana "conservazionista" - contrapposta ad una visione di uno stato genovese più moderno e aperto a scenari futuri - Stefano Onorato Ferretti riuscì a conquistare una significativa maggioranza di voti (476 voti su 576) nelle elezioni dogali del 22 agosto 1705. In qualità di doge fu investito anche della correlata carica biennale di re di Corsica.
Il mandato - il novantatreesimo in successione biennale e il centotrentottesimo nella storia repubblicana - ebbe termine il 22 agosto del 1707. Tra gli eventi di rilievo il passaggio e l'accoglienza a Genova del duca Vittorio Amedeo II di Savoia.
Preside del magistrato di Guerra in un delicato contesto storico quale quello della guerra di successione spagnola, servì ancora la repubblica fino al 1716-1717 nell'Ufficio di revisore dei biglietti di calice.
Ritiratosi nella sua residenza signorile di Albaro, morì il 19 agosto 1720 e fu sepolto nella chiesa di Santa Maria della Pace; quest'ultima, non più esistente, fu decorata con marmi e dorature donati dallo stesso Stefano Onorato Ferretti.
Sposato con Laura Ferretti ebbe tre figli: due femmine (che entrarono nel convento di San Leonardo) e un maschio, Bartolomeo. Il palazzo della sua residenza, palazzo Doge Ferretto, prese da lui il nome.